# كريستيان إيبيغا
كريستيان إيبيغا (بالإنجليزية: Christian Ibeagha)‏ هو لاعب كرة قدم أمريكي في مركز الدفاع، ولد في 10 يناير 1990 في بورت هاركورت في نيجيريا. شارك مع منتخب الولايات المتحدة تحت 17 سنة لكرة القدم. أما مع النوادي، فقد لعب مع اوكلاهوما سيتي أنرجي وبوهيميانز 1905 ونادي كولورادو سبرينغس.

## وصلات خارجية
- كريستيان إيبيغا على موقع قاعدة بيانات كرة القدم.إي يو (الإنجليزية)
- كريستيان إيبيغا على موقع Soccerway.com (الإنجليزية)